# 趙廣來
趙 廣來（趙 広来とも、チョ・グァンレ、韓: 조광래、英語: Cho Kwang-rae、1954年3月19日 - ）は、韓国の元サッカー選手、サッカー指導者。元韓国代表監督。
2014年9月から大邱FC代表取締役兼団長を務めている。

## 来歴
延世大学校卒業後、浦項製鉄サッカー部（現在浦項スティーラース）に入団。兵役後は釜山大宇ロイヤルズ（現：釜山アイパーク）でプレーし、1987年引退。韓国代表としては1986年のワールドカップメキシコ大会に出場している。
引退後は釜山や韓国代表コーチを歴任し、1993年に釜山の監督となるが、成績不振で翌年辞任。次いで水原三星ブルーウィングスのコーチとなるが、監督との対立で3年で水原を去った。1999年に安養LGチーターズ（現：FCソウル）監督となり、2000年にはKリーグチャンピオンに導く。
2004年にソウル監督を辞任した後、2007年より慶南FC監督となったが、2010年7月、許丁茂の後任として韓国代表監督に就任した。慶南側との契約の関係で、当初は韓国代表と慶南の両方を兼任することとなっていたが、話し合いの結果慶南を退団して韓国代表監督に専念することとなった。代表監督としての初戦は8月、水原ワールドカップ競技場で行なわれたナイジェリアとの親善試合で2-1で勝利し好スタートを切るも、初の公式戦となったAFCアジアカップ2011は3位に終わった。その後、8月のキリンチャレンジカップにおいて日本に0-3と大敗したこと（札幌ドームで行われたこの試合を韓国マスコミは「札幌の惨事」と称した）や、2014 FIFAワールドカップ・アジア3次予選において2011年11月15日、格下とされるレバノンとのアウェーゲームにおいて1対2で敗れたことで韓国国内より批判が高まり、同年12月7日に代表監督を解任された。
指導者としての活動以外にも自身の名を冠した財団を立ち上げ、青少年へのサッカーの普及も手がけている。

## 所属クラブ
- 1978年 - 1979年  浦項製鉄 - アマチュア
- 1980年 - 1981年  Korean Loyalty - 軍隊
- 1982年 - 1987年  釜山大宇ロイヤルズ

## 指導経歴
- 1987年 - 1992年 : 釜山大宇ロイヤルズ コーチ
- 1992年 : 韓国代表 コーチ
- 1992年 - 1994年 : 釜山大宇ロイヤルズ 監督（暫定監督を含む）
- 1995年 - 1997年 : 水原三星ブルーウィングス コーチ
- 1999年 - 2004年 : 安養LGチーターズ / FCソウル 監督
- 2007年 - 2010年 : 慶南FC 監督
- 2010年 - 2011年 : 韓国代表 監督

## 表彰

### 選手
釜山大宇ロイヤルズ
- Kリーグベストイレブン：1983年

### 監督
安養LGチーターズ
- Kリーグ 優勝 (1) : 2000年
- 韓国スーパーカップ 優勝（1）：2001年

## 代表ゴール
| 開催年月日     | 開催地           | 対戦国         | 得点           | 勝敗 | 試合概要                       |
| -------------- | ---------------- | -------------- | -------------- | ---- | ------------------------------ |
| 1977年7月22日  | クアラルンプール | インドネシア   | 1ゴール        | 5-1  | 1977年ムルデカ大会             |
| 1977年7月26日  | クアラルンプール | ビルマ         | 1ゴール        | 4-0  | 1977年ムルデカ大会             |
| 1978年7月12日  | クアラルンプール | 日本           | 1ゴール        | 4-0  | 1978年ムルデカ大会             |
| 1978年12月10日 | バンコク         | バーレーン     | 2ゴール        | 5-1  | 1978年アジア競技大会           |
| 1979年9月8日   | ソウル           | スーダン       | 1ゴールl       | 8-0  | 1979年大統領杯国際サッカー大会 |
| 1979年9月16日  | 仁川             | バングラデシュ | 3ゴール        | 9-0  | 1979年大統領杯国際サッカー大会 |
| 1980年8月29日  | 光州             | バーレーン     | 1ゴール        | 5-0  | 1980年大統領杯国際サッカー大会 |
| 1986年6月10日  | プエブラ         | イタリア       | 1ゴール (o.g.) | 2-3  | 1986 FIFAワールドカップ        |
| 1986年10月3日  | ソウル           | インドネシア   | 1ゴール        | 4-0  | 1986年アジア競技大会           |
| 1986年10月5日  | ソウル           | サウジアラビア | 1ゴール        | 2-0  | 1986年アジア競技大会           |